# Thomisus albertianus
Thomisus albertianus är en spindelart som beskrevs av Embrik Strand 1913. Thomisus albertianus ingår i släktet Thomisus och familjen krabbspindlar.

## Underarter
Arten delas in i följande underarter:
- T. a. guineensis
- T. a. maculatus
- T. a. verrucosus